# مرقد يحيى (سبزوار)
مرقد يحيى (بالفارسية: امامزاده یحیی) هو مرقد شيعي تاريخي يعود إلى القاجاريون، ويقع في سبزوار.